# Генрі Кліфтон Сорбі
Генрі Кліфтон Сорбі (англ. Henry Clifton Sorby, 10 травня 1826, Вудборн, поблизу м. Шеффілд, Велика Британія — 9 березня 1908, Шеффілд) — англійський природодослідник, петрограф, член Лондонського королівського товариства (1857, його президент в 1878—1880). Почесний доктор Кембриджського університету (1879).

## Науковий доробок
Сорбі розробив метод мікроскопічних досліджень у петрографії, в 1849 р. вперше запропонував виготовляти тонкі шліфи мінералів та гірських порід для вивчення їх у прохідному світлі мікроскопа. 1863 року він сконструював мікроскоп, який дозволяв отримувати зображення поверхні непрозорих тіл у відбитих променях. Застосувавши його для дослідження структури сталі. він здійснив революцію у фізичному металознавстві. Перші його фотографії структури сталі за збільшення у 9 разів були зроблені 1864 року, а опубліковані 1867 року. Пізніше за більших збільшень він ідентифікував та описав структури перліту, фериту Відманштетта, мартенситу.
Заклав основи термометричного методу у мінералогії. Показав, що за включеннями у мінералах можна судити про температуру їх утворення. Вивчав природу ізоморфізму. Показав, що кліваж — наслідок тиску.

## Основні праці
- On the microscopical structure of crystals, indicating the origin of minerals androcks, «Quarterly Journal of the Geological Society of London», 1858, v. 14, p. 453—60.